# 장성 (전한)
장성(張成, ? ~ 기원전 111년)은 전한 중기의 관료이다.

## 행적
원정 6년(기원전 111년) 가을, 민월(閩越)의 여선(餘善)이 군사를 일으켜 장군 추력(騶力) 등을 탄한장군(呑漢將軍)이라 부르고 백사(白沙)·무림(武林)·매령(梅嶺)으로 쳐들어가게 하여 그곳에 주둔한 전한의 교위(校尉) 셋을 죽였다. 대농령 장성은 유치와 함께 장군이 되어 토벌 임무를 맡았으나, 감히 공격하지 못하고 오히려 안전한 곳으로 물러나니 결국 둘 다 죄를 받아 주살되었다.

## 출전
- 사마천, 《사기》 권114 동월열전
- 반고, 《한서》 권19하 백관공경표 下

| 전임 객 | 전한의 대농령 ? ~ 기원전 111년 | 후임 상홍양 (대행) |